# Фоменко, Олег Мстиславович
Олег Мстиславович Фоменко (28 июня 1936—2017) — советский и российский учёный, доктор физико-математических наук.
В 1965 г. защитил в Вильнюсском университете кандидатскую диссертацию (тема «Исследование по модулярным формам одного переменного», руководитель Ю. В. Линник).
Работал в Лаборатории алгебры и теории чисел Санкт-Петербургского (Ленинградского) отделения Математического института им. В. А. Стеклова РАН (ЛОМИ, ПОМИ). С 1994 года — ведущий научный сотрудник.
Доктор физико-математических наук (1994), тема диссертации «Распределение представлений целых чисел квадратичными формами в поле рациональных чисел и в мнимых квадратичных полях».
Редактор книг:
- Аналитическая теория чисел и теория функций. 31, Зап. научн. сем. ПОМИ, 445, ред. Г. В. Кузьмина, О. М. Фоменко, 2016, 270 с.
- Аналитическая теория чисел и теория функций. 32, Зап. научн. сем. ПОМИ, 449, ред. Г. В. Кузьмина, О. М. Фоменко, 2016, 293 с.
- Аналитическая теория чисел и теория функций. 30, Зап. научн. сем. ПОМИ, 440, ред. Г. В. Кузьмина, О. М. Фоменко, 2015, 209 с.
- Аналитическая теория чисел и теория функций. 29, Зап. научн. сем. ПОМИ, 429, ред. Г. В. Кузьмина, О. М. Фоменко, 2014, 215 с.
- Аналитическая теория чисел и теория функций. 28, Зап. научн. сем. ПОМИ, 418, ред. Г. В. Кузьмина, О. М. Фоменко, 2013, 224 с.
- Аналитическая теория чисел и теория функций. 27, Зап. научн. сем. ПОМИ, 404, ред. Г. В. Кузьмина, О. М. Фоменко, 2012, 262 с.
- Аналитическая теория чисел и теория функций. 26, Зап. научн. сем. ПОМИ, 392, ред. Г. В. Кузьмина, О. М. Фоменко, 2011, 222 с.
- Аналитическая теория чисел и теория функций. 25, Зап. научн. сем. ПОМИ, 383, ред. Г. В. Кузьмина, О. М. Фоменко, 2010, 209 с.
- Аналитическая теория чисел и теория функций. 24, Зап. научн. сем. ПОМИ, 371, ред. Г. В. Кузьмина, О. М. Фоменко, 2009, 179 с.
- Аналитическая теория чисел и теория функций. 23, Зап. научн. сем. ПОМИ, 357, ред. Г. В. Кузьмина, О. М. Фоменко, 2008, 229 с.
- Аналитическая теория чисел и теория функций. 22, Зап. научн. сем. ПОМИ, 350, ред. Г. В. Кузьмина, О. М. Фоменко, 2007, 203 с.
- Аналитическая теория чисел и теория функций. 21, Зап. научн. сем. ПОМИ, 337, ред. Г. В. Кузьмина, О. М. Фоменко, 2006
- Аналитическая теория чисел и теория функций. 20, Зап. научн. сем. ПОМИ, 314, ред. Г. В. Кузьмина, О. М. Фоменко, 2004
- Аналитическая теория чисел и теория функций. 19, Зап. научн. сем. ПОМИ, 302, ред. Г. В. Кузьмина, О. М. Фоменко, 2003
- Аналитическая теория чисел и теория функций. 18, Зап. научн. сем. ПОМИ, 286, ред. Г. В. Кузьмина, О. М. Фоменко, 2002
- Аналитическая теория чисел и теория функций. 17, Зап. научн. сем. ПОМИ, 276, ред. Г. В. Кузьмина, О. М. Фоменко, 2001
- Аналитическая теория чисел и теория функций. 16, Зап. научн. сем. ПОМИ, 263, ред. Г. В. Кузьмина, О. М. Фоменко, 2000
- Аналитическая теория чисел и теория функций. 15, Зап. научн. сем. ПОМИ, 254, ред. Г. В. Кузьмина, О. М. Фоменко, 1998
- Аналитическая теория чисел и теория функций. 14, Зап. научн. сем. ПОМИ, 237, ред. Г. В. Кузьмина, О. М. Фоменко, 1997
- Аналитическая теория чисел и теория функций. 13, Зап. научн. сем. ПОМИ, 226, ред. Г. В. Кузьмина, О. М. Фоменко, 1996, 240 с.
- Аналитическая теория чисел и теория функций. 12, Зап. научн. сем. ПОМИ, 212, ред. Г. В. Кузьмина, О. М. Фоменко, 1994, 212 с.
- Аналитическая теория чисел и теория функций. 11, Зап. научн. сем. ПОМИ, 204, ред. Г. В. Кузьмина, О. М. Фоменко, 1993, 171 с.
- Модулярные функции и квадратичные формы. 2, Зап. научн. сем. ЛОМИ, 196, ред. А. Н. Андрианов, Г. В. Кузьмина, О. М. Фоменко, 1991, 176 с.
- Аналитическая теория чисел и теория функций. 10, Зап. научн. сем. ЛОМИ, 185, ред. Г. В. Кузьмина, О. М. Фоменко, 1990, 190 с.
- Аналитическая теория чисел и теория функций. 9, Зап. научн. сем. ЛОМИ, 168, ред. Г. В. Кузьмина, О. М. Фоменко, 1988, 192 с.
- Аналитическая теория чисел и теория функций. 8, Зап. научн. сем. ЛОМИ, 160, ред. Б. Б. Венков, З. И. Боревич, Г. В. Кузьмина, А. И. Скопин, О. М. Фоменко, 1987, 304 с.
- Аналитическая теория чисел и теория функций. 7, Зап. научн. сем. ЛОМИ, 154, ред. Г. В. Кузьмина, О. М. Фоменко, 1986, 180 с.
- Аналитическая теория чисел и теория функций. 6, Зап. научн. сем. ЛОМИ, 144, ред. Г. В. Кузьмина, О. М. Фоменко, 1985, 180 с.
- Аналитическая теория чисел и теория функций. 5, Зап. научн. сем. ЛОМИ, 125, ред. Г. В. Кузьмина, О. М. Фоменко, 1983, 204 с.
- Аналитическая теория чисел и теория функций. 4, Зап. научн. сем. ЛОМИ, 112, ред. Г. В. Кузьмина, О. М. Фоменко, 1981, 204 с.
- Аналитическая теория чисел и теория функций. 3, Зап. научн. сем. ЛОМИ, 100, ред. Г. В. Кузьмина, О. М. Фоменко, 1980, 180 с.
- Аналитическая теория чисел и теория функций, Зап. научн. сем. ЛОМИ, 76, ред. Г. В. Кузьмина, О. М. Фоменко, 1978, 224 с.